# Zabrachia minutissima
Zabrachia minutissima är en tvåvingeart som först beskrevs av Zetterstedt 1838.  Zabrachia minutissima ingår i släktet Zabrachia och familjen vapenflugor. Enligt den finländska rödlistan är arten otillräckligt studerad i Finland. Arten är reproducerande i Sverige. Artens livsmiljö är naturmoskogar. Inga underarter finns listade i Catalogue of Life.